# Jonathan Harker
Jonathan Harker is een personage uit de roman Dracula van de Ierse schrijver Bram Stoker.

## Rol in Dracula
Harker is een makelaar uit Exeter, die aan het begin van het verhaal door zijn baas naar Transsylvanië wordt gestuurd omdat een klant aldaar een landhuis heeft gekocht in Engeland. Jonathan moet hem de papieren brengen om de koop af te ronden. De klant is de mysterieuze graaf Dracula, die in een kasteel in de Karpaten woont. Al snel na zijn aankomst in het kasteel wordt Jonathan een gevangene van de graaf. Hij wordt bijna gebeten door Dracula’s bruiden, maar Dracula komt tussenbeide daar hij Jonathan in leven wil houden tot de koop rond is. Bovendien kan Jonathan hem waardevolle informatie geven over Engeland.
Nadat Dracula is vertrokken naar Engeland kan Jonathan uit het kasteel ontsnappen. Hij belandt in een klooster in Boedapest, alwaar hij een mentale inzinking krijgt door zijn ervaringen met Dracula. Zijn geliefde, Mina Murray, zoekt hem op en verzorgt hem tot hij weer is genezen. De twee treden in Boedapest in het huwelijk en samen keren ze terug naar Engeland. Daar ontdekken ze dat tijdens hun afwezigheid Dracula reeds in Engeland is gearriveerd, en Mina’s vriendin Lucy Westenra heeft gebeten.
Hierop sluit Jonathan zich aan bij Abraham van Helsing, John Seward, Arthur Holmwood, en Quincey Morris om Dracula op te sporen. Jonathan slaagt erin veel informatie over Dracula’s verblijfplaatsen in te winnen. Dan wordt echter ook Mina slachtoffer van Dracula. Jonathan weet niet goed hoe hij hierop moet reageren. In zijn dagboek vermeldt hij dat Mina hem heeft gevraagd haar te doden als dat nodig is. Hij heeft hiermee ingestemd, maar hij wil desnoods zelf een vampier worden om bij haar te kunnen blijven.
Jonathan neemt deel aan de laatste strijd met Dracula. Hierbij snijdt hij Dracula’s keel door terwijl Quincy Morris Dracula’s hart doorboort.
In de epiloog van het verhaal blijkt dat Jonathan en Mina samen een zoon hebben gekregen, die ze hebben vernoemd naar Quincy.

## Personage
Net als alle andere hoofdpersonages in het boek is Jonathan een christen en derhalve gedreven om uit naam van Jezus Dracula te vernietigen. Hij is echter niet zoals professor van Helsing katholiek. Hij omschrijft zichzelf in het boek als een “Engelse kerkman”, en lid van de Anglicaanse Kerk. Aanvankelijk gelooft hij niet in het bestaan van vampiers, maar houdt dit gegeven voor zich.

## In films
Harker komt voor in vrijwel elke verfilming van Dracula. Hij werd voor het eerst gespeeld door David Manners in Dracula.
In een aantal films wordt zijn personage aangepast. Zo zijn er films waarin niet Jonathan, maar Renfield naar Transsylvanië gaat voor de verkoop. Jonathan komt dan pas in Engeland voor het eerst voor in het verhaal. Ook zijn er films, waaronder de versie uit 1958, waarin Harker zelf een vampier wordt en moet worden vernietigd.
In Friedrich Wilhelm Murnau's Nosferatu, eine Symphonie des Grauens heet Harker Thomas Hutter. Hij is in deze film behoorlijk egoïstisch, en gelooft niet in het bestaan van de vampier tot het al te laat is.